# Bideo
Bideo.dk er en webportal med video- og tv-udsendelser om EU og Europa. Den giver adgang til over 100 titler, der alle omhandler europæiske spørgsmål af politisk eller kulturel art, samt de udvalgte udsendelser. Alle kan levere materiale til portalen, omend det først skal godkendes af en administrator. Bideo.dk bruges i mange sammenhænge, bl.a. i forbindelse med undervisning.[kilde mangler]
Bideo.dk er et ikke-kommercielt projekt, der er gratis at benytte og finansieret af Europa-Nævnet.